# Leidos
Leidos Holdings, Inc. (NYSE: LDOS) er en amerikansk forsvars-, luftfarts-, IT- og biomedicinsk virksomhed. De tilbyder videnskabelige-, ingeniørmæssige-, systemintegrations- og tekniske-service.
De har 45.000 ansatte og omsætter for 14 mia. US $.